# Sarayut Sompim
Sarayut Sompim (thailändisch ศรายุทธ สมพิมพ์, * 23. März 1997 in Buriram), auch als Ta-Whan (thailändisch ตาหวาน) bekannt, ist ein thailändischer Fußballspieler.

## Karriere

### Verein
Sarayut Sompim erlernte das Fußballspielen in der Schulmannschaft der Surasakmontree School sowie in der Jugend des Erstligisten Bangkok United. Hier unterschrieb er 2016 auch seinen ersten Vertrag. 2018 wechselte er nach Buriram und schloss sich Buriram United an. Die Rückserie der Saison 2018 wurde er an den Ligakonkurrenten Air Force Central FC nach Bangkok ausgeliehen. Nach dem Abstieg der Air Force ging er 2019 ebenfalls auf Leihbasis zum Erstligaaufsteiger PTT Rayong FC nach Rayong. Ende 2019 kehrte er nach der Ausleihe zu Buriram zurück. Ende Dezember 2020 wechselte er ebenfalls auf Leihbasis zum Ligakonkurrenten Suphanburi FC nach Suphanburi. Für Suphanburi bestritt er fünf Erstligaspiele. Nach Vertragsende in Buriram wechselte er im Juli 2021 zum ebenfalls in der ersten Liga spielenden Samut Prakan City FC. Am Ende der Saison 2021/22 belegte er mit dem Verei aus Samut Prakan den vorletzten Tabellenplatz und musste somit in die zweite Liga absteigen. Für Samut bestritt er 22 Erstligaspiele. Im Sommer 2022 wurde sein Vertrag nicht verlängert. Von Juni 2022 bis Dezember 2022 war er vertrags- und vereinslos. Im Januar 2023 verpflichtete ihn der Zweitligist Nakhon Si United FC. Für den Verein aus Nakhon Si Thammarat bestritt er ein Zweitligaspiel. Im Juli 2023 zog es ihn nach Kambodscha. Hier unterschrieb er in Phnom Penh einen Vertrag beim Erstligisten National Defense Ministry FC. Für den Verein bestritt er 23 Ligaspiele. Nach einer Spielzeit kehrte er im Juli 2024 nach Thailand zurück. Hier unterschrieb er einen Vertrag beim Erstligaabsteiger Police Tero FC.

### Nationalmannschaft
Von 2015 bis 2016 spielte Sarayut Sompim neunmal in der thailändischen U-19-Nationalmannschaft. Dreimal trug er von 2017 bis 2018 das Trikot der U-21-Nationalmannschaft. Seit 2019 spielt er für die U-23-Nationalmannschaft. 

## Erfolge
Thailand U19
AFF U19 Youth Championship: 2015